# Première d'adaptation
 (février 2024).
Dans le système éducatif français, une première d'adaptation est une classe réservée aux élèves ayant eu d'assez bons résultats en terminale BEP, elle débouche sur une terminale et prépare à un baccalauréat technologique. Après la première d'adaptation les élèves rejoignent une terminale technologique où ils sont mélangés avec les autres élèves issus de première. Le choix d'une première d'adaptation engage généralement l'élève vers 2 ou 3 ans d'études après le baccalauréat :
- BTS
- DUT
- puis éventuellement licence professionnelle

Même s'il n'est pas nécessaire de connaître la totalité du parcours de formation et les métiers en lien, il est souhaitable de prendre quelques repères permettant sa réussite (efforts à fournir, durée des études, exigences, activités...).
Ce n'est pas une généralité absolue mais parfois des heures supplémentaires de matières générales (français, maths, histoire et géographie) sont proposées pour compenser le retard qu'ont les élèves titulaires d'un BEP par rapport aux élèves venant d'une seconde générale ou technologique dans les matières générales (français, mathématiques, histoire géographie...). 
Dans de nombreuses académies, on constate, en 2007, que les classes de premières d'adaptation disparaissent au profit de dispositifs qui facilitent l'intégration dans les groupes/classes mais exigent, en contrepartie, une adaptation plus rapide des élèves. 